# 일본의 교통

하네다 국제공항

일본의 교통은 현대적인 교통 수단을 갖추고 있으며, 인프라 유지를 위한 예산은 증가하고 있다. 일본 교통의 특색은 육상·해상·항공을 막론하고 도쿄와 오사카를 중심으로 한 여객 및 화물의 수송이 특히 활발하며, 이어 세토 내해·북규슈 지방에서 발달하고 있으나, 동해 쪽이라든가 홋카이도·도호쿠의 두 지방, 시코쿠와 규슈 남부의 교통은 아직 충분하다고 할 수 없다. 또한 하천 교통이 거의 없는 것이 결점이며, 태풍이나 대설 혹은 지진에 의한 교통 장애도 적지 않으나 전체적인 교통망의 밀도는 매우 높은 편이다.  증기기관과 내연기관이 도입되기 전에, 일본의 지배층은 교통을 활발히 하는 것에 대하여 그다지 호의적이지 않았다. 19세기 후반까지만 해도, 대다수의 일본인들은 걸어서 이동하였다. 1872년 도쿄와 요코하마 사이에 일본 최초의 철도가 놓였고, 이 이후 비약적인 발전을 거듭하였다. 일본은 현재 교통 시스템이 가장 발달한 나라 중 하나이다. 그러나 도로 시스템은 차량을 감당할 수 없게 되어 가고 있고, 신규 도로 건설은 인구 밀집 지역과 활용도 높은 토지의 부족으로 인하여 제약을 받고 있다. 여객 수송 수단으로 수송량이 가장 많은 것은 자동차이며, 그 다음이 철도이다.:147 1970년대에는 철도 수송이 가장 많은 비율을 차지하고 있었지만 1990년대 이후 버스를 포함한 자동차 수송이 전체 국내 수송의 50% 이상을 차지하고 있다.:147 화물 수송량에서도 트럭을 포함한 자동차가 가장 많은 비율을 차지하고 있으며 선박과, 항공기가 그 뒤를 이었으며 철도는 화물 수송에서 가장 적은 비율을 차지하고 있다.:147 국제적인 수송을 놓고 볼 때, 여객에서는 항공기가, 화물에서는 선박이 가장 높은 비율을 보이고 있다.:148~149 항공기와 선박이 국내 수송을 차지하는 비율은 적다.
일본에서는 도로에 쓰이는 지출이 증가되어 왔다. 120만km의 포장 도로가 주요한 교통 수단이다. 일본에서는 좌측 통행을 한다. 속도가 빠르고, 통행로가 분리되어 있으며, 접근이 제한되어 있는 유료도로의 독점적인 네트워크가 주요 도시들을 연결하고 있으며 요금 징수 회사에 의하여 운영되고 있다. 일본에서, 철도는 승객 운송의 주요 수단인데 특히 광역 도시권에서 대도시와 원격지 간의 출퇴근자들이 빠르게 이동할 수 있는 대중 교통 수단으로 각광을 받고 있다. 7개의 JR 회사들, 긴키 닛폰 철도, 세이부 철도,  게이오 전철 등 수십개의 일본 철도 회사들이 지역과 지방 여객 운송 시장에서 경쟁하고 있다. 이들 회사들의 전략은, 많은 경우, 부동산과 역 주변의 백화점까지 포함한다. 일부 250km/h 이상의 고속 철도(신칸센)이 주요 도시를 연결한다. 일본의 기차는 출도착이 정확하기로 유명하다. 일본에 공항은 173개가 있다. 가장 큰 국내 공항은 도쿄 국제공항이며 이용객 기준으로 아시아에서 가장 번잡하다. 가장 규모가 큰 국제 관문으로는 나리타 국제공항(도쿄 지역), 간사이 국제공항(오사카, 고베, 교토 지역), 주부 국제공항(나고야 지역)이 있다.

## 도로 교통
일본에서는 도로에 쓰이는 지출이 증가되어 왔다. 120만km의 포장 도로가 주요한 교통 수단이다. 일본에서는 좌측 통행을 한다. 속도가 빠르고, 통행로가 분리되어 있으며, 접근이 제한되어 있는 유료도로의 독점적인 네트워크가 주요 도시들을 연결하고 있으며 요금 징수 회사에 의하여 운영되고 있다. 고도성장기까지는 일본의 도로는 열악하였으나, 1960년대 이후 활발하게 도로건설이 진행되어, 전국에서 고수준의 도로정비가 이루어지고 있다. 고속도로의 건설도 진행되어, 거의 전국적으로 고속도로망이 정비되어 있다. 안전대책의 진전으로 교통사고에 의한 사망자 수는 감소하고 있으나, 교통량이 증가하고 고령화도 진행됨으로 인해, 교통사고수는 증가하고 있다. 현재의 재정상태에서 도로정비 예산은 감축되는 경향이 있고, 도로공단의 민영화와 도로 특정재원의 일반재원화 등 제도적인 면에서 변화가 일어나고 있다. 일본 자동차의 스티어링 휠은 오른쪽에 있으며, 자동차들은 모두 좌측 통행을 한다. (730 이후 전국적 시행) 그 외의 자세한 내용이나 세부적인 내용 등은 도도부현도, 일본의 일반 국도, 일본의 고속도로, 시정촌도, 농도, 임도, 바이패스 도로 등 하위의 여러 가지 섹션을 가진 문서를 읽어라.

## 철도 교통
일본에 있어서 철도라 함은, 협의로는 철도사업법에 기초하여 국토교통성 철도국의 관할로 했었던 것을 지칭한다. 궤도법에 기하여 건설된 것은 법적으로는 궤도라 칭해지고, 철도와는 다른 것이나, 일반적으로는 이것도 철도라 부른다. 철도사업법과 궤도법의 2종류가 있는 것은, 궤도법이 주로 도로에 부설된 철도를 대상으로 하기 때문이다. 또한 철도사업법은 구 운수성, 궤도법은 구 운수성과 구 건설성의 공동관할로 관할하는 등 관할 관청도 서로 달랐다.(운수성과 건설성은 2001년에 통합되어 국토교통성이 되었다.) 철도사업법과 궤도법 이외의 법규의 적용을 받는 철도도 있다. 산림철도, 광산철도(鉱山鉄道), 한때 존재하였던 간이궤도가 이에 해당한다. 이와는 별도로, 일부 사유지에 있어서, 철도사업법이나 궤도법에 기하지 않고 건설된 철도도 존재한다. 일본에서, 철도는 승객 운송의 주요 수단인데 특히 광역 도시권에서 대도시와 원격지 간의 출퇴근자들이 빠르게 이동할 수 있는 대중 교통 수단으로 각광을 받고 있다. 7개의 JR 회사들, 긴키 닛폰 철도, 세이부 철도,  게이오 전철 등 수십개의 일본 철도 회사들이 지역과 지방 여객 운송 시장에서 경쟁하고 있다.  철도는 일찍이(일본에서 처음으로 철도가 부설되었던 메이지 시대부터 제2차 세계대전 직후까지) 국가(철도찰 → 철도원 → 철도성 → 운수성)가 전국의 주요 노선을 운영하였다가, 행정기관으로부터 공공기업체(일본국유철도) 등으로 변혁을 거쳐, 국철분할민영화에 의하여 국철 자체가 해체되어(1987년), JR그룹 7개 회사에 승계되어 왔다. JR 그룹의 7개의 철도 회사들은 일본 대부분의 지역에 노선을 갖추고 있다. 이중 6개 회사는 홋카이도, 혼슈, 시코쿠와 규슈의 대부분의 지역에서 여객 운송을 맡고, 나머지 1개 회사는 화물 운송을 담당하고 있다. JR그룹 이외에, 지역에 따라서는 민간에 의한 사유 철도 회사, 지방 정부가 소유한 철도 회사, 지방 정부와 민간 회사가 펀드를 조성해 설립한 회사들도 존재한다. JR그룹을 비롯한 이들 철도 회사들의 전략은, 많은 경우, 부동산과 역 주변의 백화점까지 포함한다. 대도시권에 있는 대규모 사철·준대규모 사철은 주로 도심과 교외를 연결하는 노선망을 구축하고 있다. 1996년 3월 31일 기준으로, 전국의 27,268km의 철도 중에서 JR그룹이 20,135km를, 그리고 나머지 7,133km를 민영기업인 지역 철도 회사들이 관리하고 있다. 철도는 전부터 일본 교통의 주간을 이루어 왔고 도시부를 중심으로 철도의 수요가 상당히 크고, 지하철과 통근철도노선의 정비가 계속되고 있으나, 최근에는 지방의 자동차 수송의 확장이 현저하고, 선박 수송도 증가하고 있는 데 비하면 철도의 이용 비율은 감소를 계속하고 있어 폐지되는 노선도 있는 등 이용이 오히려 저조한 편이다. 신칸센은 일본의 고속 열차이다. 탄환 열차라고도 하는 이 열차는 매일 약 250편이 250km/h 이상의 주행 속도로 주요 도시를 연결하고 있다. 가장 빠른 신칸센은 신칸센 N700계 전동차(노조미)로 최고 속도 300km/h로 운용된다. 신칸센이 아닌 다른 노선 (재래선)은 이보다 느린데, 최고속도는 160km/h이고 대부분은 130km/h이하로 운행되고 있다. 교통이 편리해지면 경제발전으로 연결된다는 이유에서, 신칸센이 정비되지 않은 지역에서는 신칸센을 요구하는 목소리가 여전히 크다. 신칸센을 비롯한 일본의 기차는 출도착이 정확하기로 유명하다. 2003년에 도카이도 신칸센의 평균 지연 시간은 6초에 불과하였다.
일본의 철도 연장은 23,474km이고, 철도 밀도는 621 km/10,000km2(세계 19위)로서 이웃한 대한민국의 약 2배에 달한다. 2006회계년도에, 철도 여객 수송량은 22억2400만인(3959억인-km)에 달했다. 비교를 위해 예를 들면, 독일은 철도 길이 4만km에 연간 22억명을 수송한다. 전철화도 큰 진전을 보여, 전화 구간은 신칸센 및 도카이도·산요오 등 모든 간선의 전부 또는 절반 이상이다. 또한, 지방에는 기존 노선이 라이트 레인(light lane)화되어(후지야마 라이트레인), 파크&라이드(park &  ride)를 위한 주차장의 정비가 되고 있다. 도카이 여객철도는 리니어 모터 카 방식인 중앙 신칸센의 정비를 실시하기로 결정하여, 일본 철도망의 고속화는 더 나아가게 된다. 일본의 1인당 기차 이용 거리(1,995km/년)는 스위스에 이어 세계 2위이다. 5개의 역(신주쿠역, 이케부쿠로역, 시부야역, 우메다역, 요코하마역)의 이용객은 하루 평균 각각 2백만명을 넘는다. 고베, 나고야, 도쿄, 삿포로, 센다이, 오사카, 요코하마, 쿄토, 후쿠오카에는 지하철 시스템이 갖춰져 있다. 그러나 유럽과는 달리, 여객의 대부분이 대도시권을 오가는 교외 출퇴근 열차를 이용한다. 또한 많은 도시들은 노면 전차와 모노레일 시스템도 갖추고 있다.

## 해상 교통
세계 2위의 상선(1976년을 기준으로 4,200만톤) 선복량을 가지고 있는 일본의 주요 항로를 보면, 요코하마·고베를 중심으로 한 국제항로와 세토나이카이, 그 밖에 연안의 여러 항구를 연결하는 연안항로가 있고, 태평양 연안의 여러 항구에 항로가 집중되어 있다.
일본 선박에 의한 국제정기항로는 30개가 넘으며, 국제항로에 의한 일본선박의 선적비율은 수출에서 약 21%, 수입에서 약 47%이다.

## 항공 교통
일본에 공항은 173개가 있다. 가장 큰 국제공항은 하네다 국제공항이며 이용객 기준으로 아시아에서 분주한 공항들 중 하나이다. 가장 규모가 큰 국제 관문으로는 나리타 국제공항(도쿄 지역), 간사이 국제공항(오사카, 고베, 교토 지역), 주부 국제공항(나고야 지역)이 있다. 여객 수송량으로 본 일본의 항공교통은 세계 5위에 올라서고 있다. 규슈에서는 모든 현에 공항이 있는 등 전국에서 공항의 건설이 이루어졌다. 그러나 중간 규모의 공항이 난립하는 경향이 있고, 투자가 분산되어 허브공항이 될 공항의 건설은 행해지지 않고 있다. 나리타 국제공항은 동아시아의 거점 공항이라는 지위를 가지고 있으나, 착륙료가 비싸서 여객수요를 중국의 홍콩 국제공항과 한국의 인천국제공항 등에 빼앗기고 있다. 지방의 중소 규모 공항에는 다액의 건설비를 들여 개항에는 이르렀으나, 수요 부족으로 어려움을 겪는 공항도 적지 않다. 일본 국내 항공로는 태평양 쪽이 가장 많으며, 주로 도시 및 섬까지 확장되어 수송량은 여객·화물 모두 급속한 발전을 보이고 있다. 일본항공의 간선노선으로는 도쿄~삿포로, 도쿄~오사카, 오사카~후쿠오카, 도쿄~후쿠오카, 오사카~삿포로선 등이 있다. 최근 들어 일본의 항공 교통은 2019년 한일 무역 분쟁 여파에 따른 관광 수요가 선박과 더불어 동반된 형태로 감소시키고 있는 중이다. 선박 교통에 의존되고 있는 쓰시마섬과 달리 항공편 같은 경우 일본 본토 전 지역을 모두 공통 적용되나, 유후인, 홋카이도, 규슈의 여타 관광지까지 싸그리 타격을 받는 것으로 보이게 되며 빈 자리를 타이완인이나 홍콩인 등으로 대체되고 있는 추세여서 이런 형태는 많이 수그러들게 되면 안정기에 진입하게 될 가능성 역시 있을 것인지 귀추가 주목된다.